# شپراو
شپراو (به لهستانی:  Siepraw) یک روستا در لهستان است که در گمینا شپراو واقع شده‌است. شپراو ۵٬۰۰۰ نفر جمعیت دارد.